# Bonaire League
De Bonaire League is de hoogste voetbalcompetitie op Bonaire en wordt georganiseerd door de Bonairiaanse voetbalbond FFB. De competitie wordt doorgaans afgewerkt in drie fases: het reguliere seizoen, de play-offs en een finale tussen de twee beste ploegen.
Tot de ontbinding van de Nederlandse Antillen in 2010 mochten de twee beste teams van de Bonaire League meedoen aan de Kopa Antiano, het kampioenschap van de Nederlandse Antillen. Sedert 2017 doen zij mee aan de ABC Beker, de competitie tussen Aruba, Bonaire en Curaçao.
Parallel aan de seniorencompetitie loopt ook de jeugdcompetitie. De jeugdteams werken hun wedstrijden vlak voor de A-elftallen af.

## Deelnemers 2015/16
| Arriba Perú        | SV Real Rincon |
| Atlétiko Flamingo  | SV Vespo       |
| Atlétiko Tera Corá | SV Vitesse     |
| SV Estrellas       | SV Juventus    |

## Supercup
In 2007 werd voor het eerst om de supercup gespeeld. De kampioen neemt het hierin op tegen de nummer 1 van het reguliere seizoen.